# Cangas del Narcea
Pour les articles homonymes, voir Narcea et Cangas.
Cangas del Narcea est une commune (concejo aux Asturies) située dans la communauté autonome des Asturies en Espagne. Elle est située au sud-ouest de la principauté, au cœur de ce que l'on appelle la "Porte des Asturies". Sa capitale est Cangas del Narcea, traversée par la rivière Narcea qui lui a donné son nom (vallée de Narcea) et par la rivière Naviego (Luiña). Elle est bordée au nord par Allande et Tineo, à l'ouest par Ibias (accès par le col de Puerto del Connio et le Pozo de las Mujeres Muertas et Alto de Valvaler), au sud par Degaña (accès par le col de Puerto del Rañadoiro) et la commune du León Laciana (accès par le col de Puerto de Leitariegos), et à l'est par Somiedo.
Sa population est d'environ 11 421 habitants (INE, 2024), et ses villes les plus peuplées sont, dans l'ordre, la capitale Cangas del Narcea (6 753 hab.), Corias, Cibuyo, Limés, Moal, Llano, Rengos et Carballo. Sa capitale se trouve à 84 kilomètres d'Oviedo.
Jusqu'aux années 1930, elle s'appelait Cangas de Tineo, et c'est la rivière Narcea qui lui a donné son nouveau nom. 

## Paroisses
La commune de Cangas del Narcea est divisée en 54 paroisses civiles :
- Adralés
- Agüera del Coto
- Ambres
- Bergame
- Berguño
- Besullo
- Bimeda
- Cangas del Narcea
- Carballo
- Carceda
- Castañedo
- Cibea
- Cibuyo
- Corias
- Coto
- Cueras
- Entreviñas
- Fuentes de Corbero
- Gedrez
- Genestoso
- Gillón
- Jarceley
- Larna
- Larón
- Leitariegos
- Limés
- Linares del Acebo
- Maganes
- Mieldes
- Monasterio de Hermo
- Las Montañas
- Naviego
- Noceda de Rengos
- Oballo
- Obanca
- Onón
- Piñera
- Porley
- Posada de Rengos
- La Regla de Perandones
- San Julián de Arbás
- San Martín de Sierra
- San Pedro de Arbás
- San Pedro de Coliema
- Santiago de Sierra
- Tainás
- Tebongo
- Trones
- Vega de Rengos
- Vegalagar
- Villacibrán
- Villaláez
- Villarmental
- Villategil

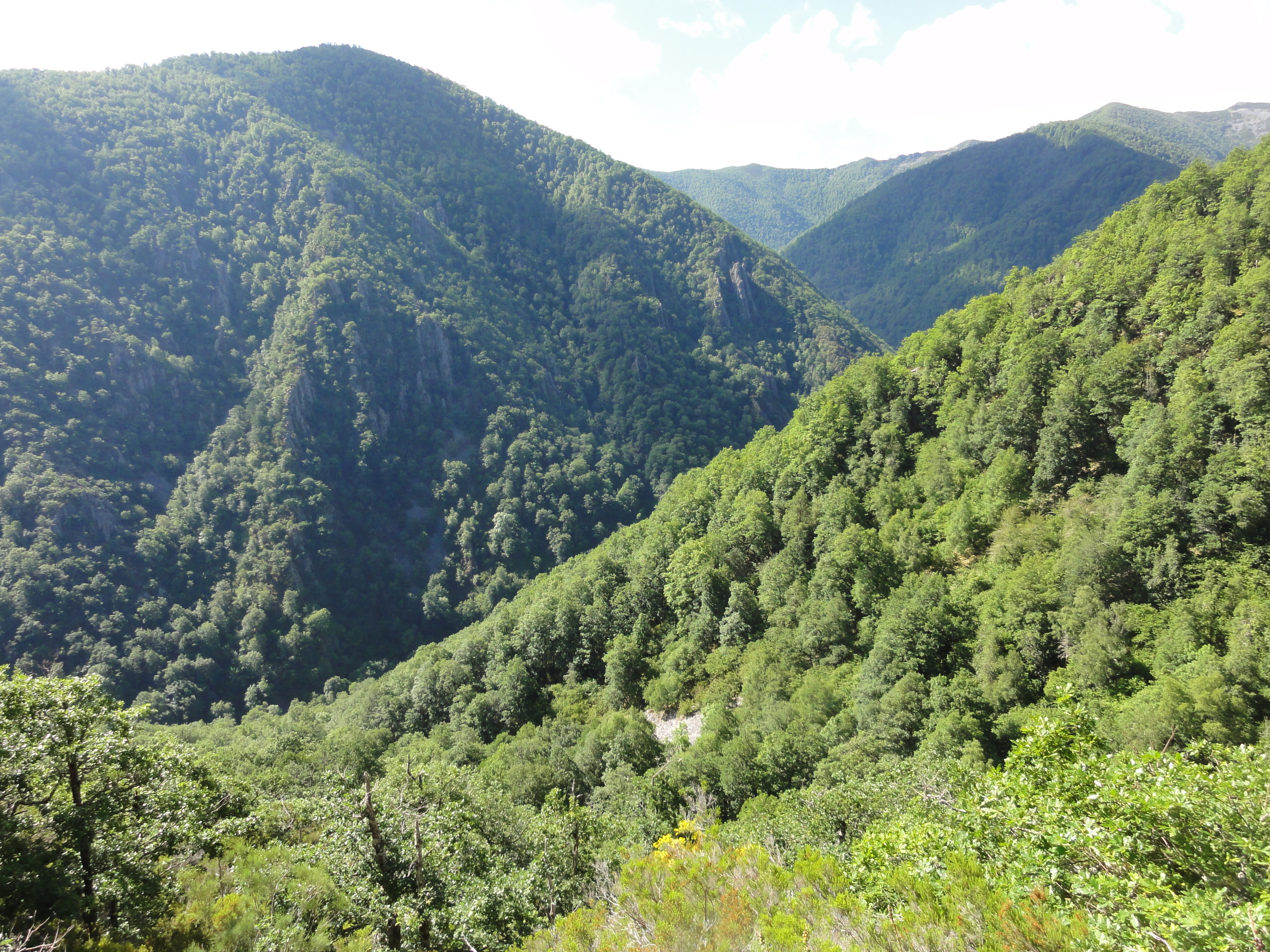
La réserve naturelle de Muniellos, partagée par les communes Cangas del Narcea et Ibias.
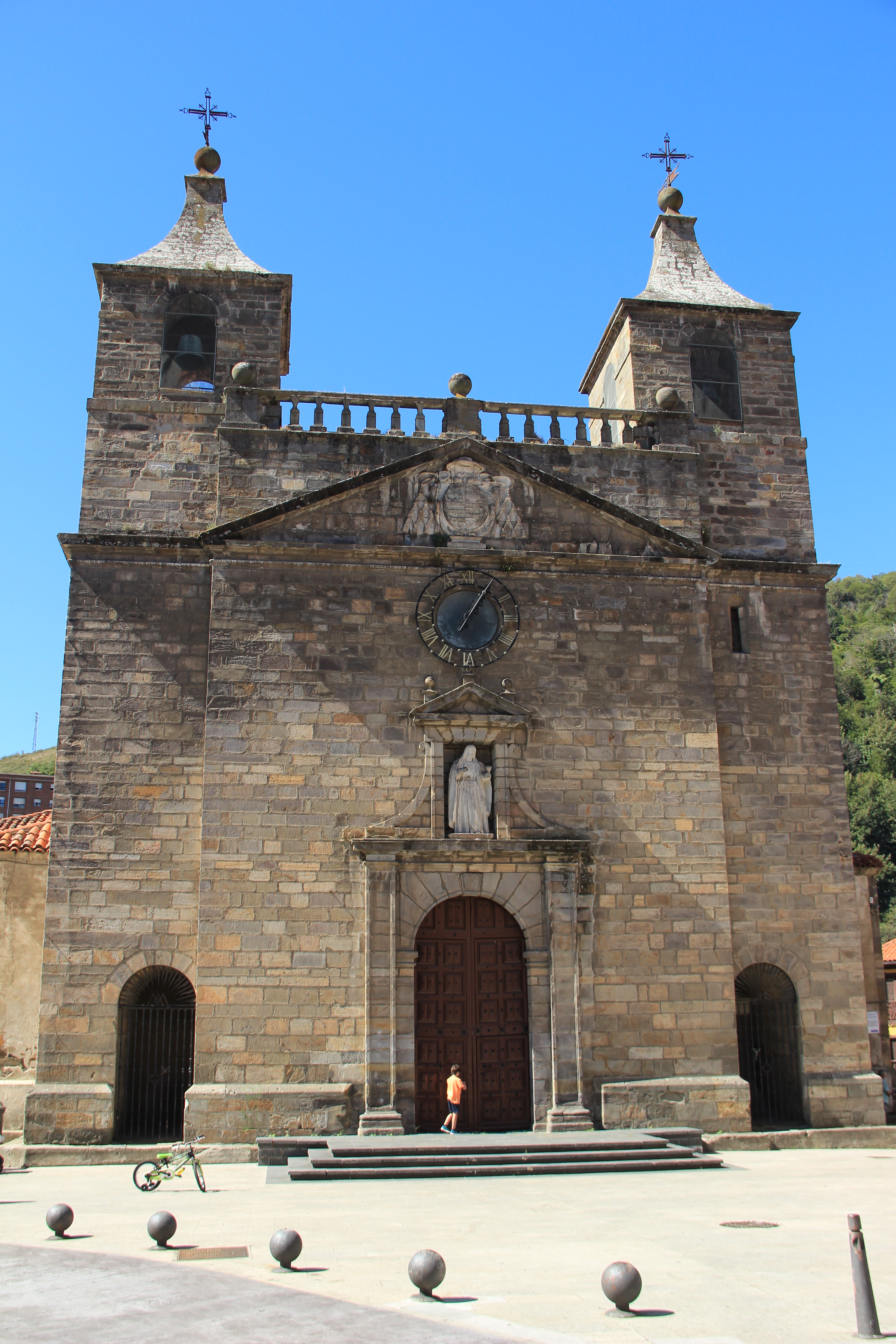
L'église collégiale de Santa María Magdalena, Cangas del Narcea.
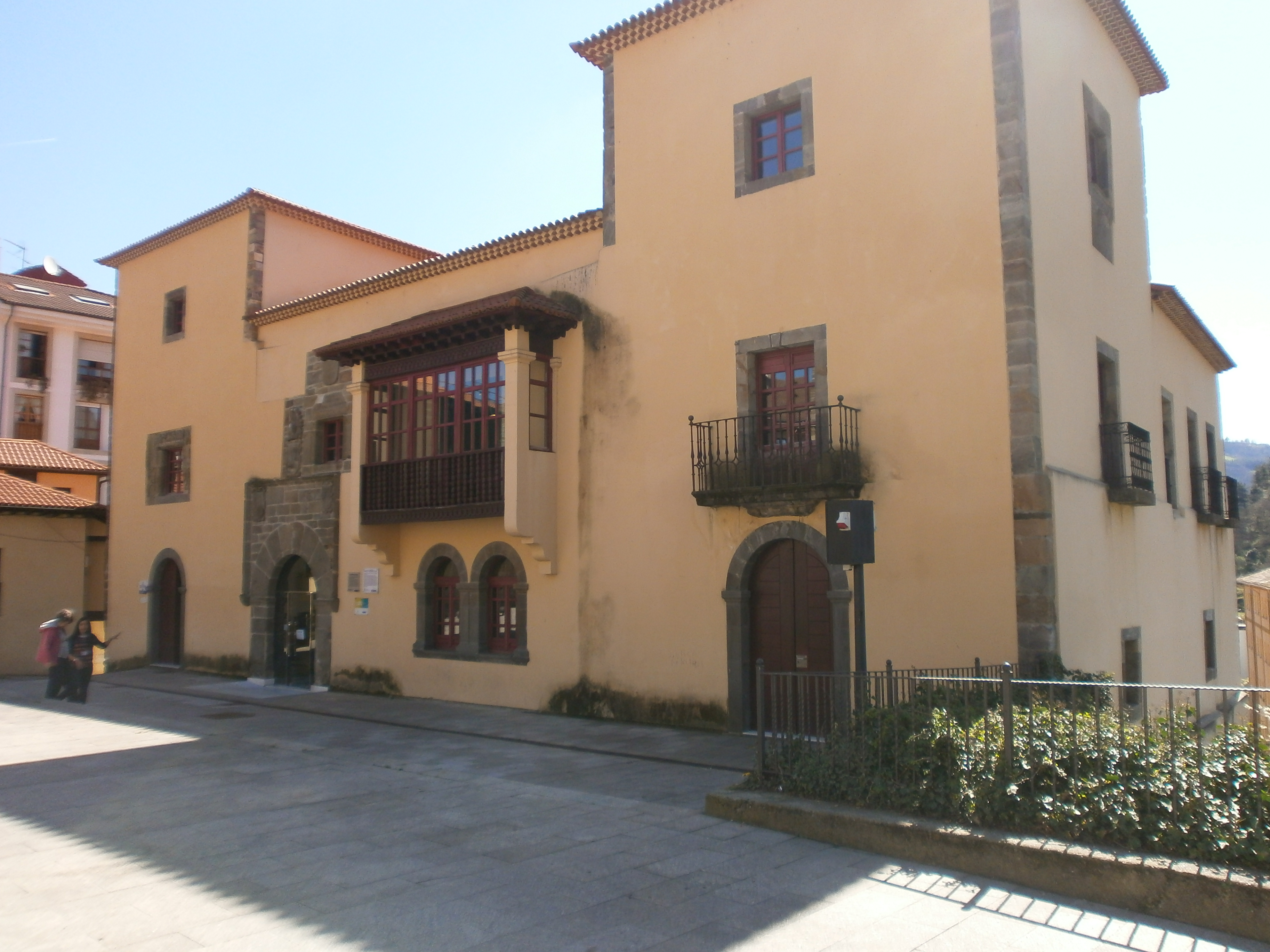
Le palais Omaña (XVIe siècle), désormais centre culturel de la commune.